# The White Scar
The White Scar è un film muto del 1915 diretto da Hobart Bosworth e Ulysses Davis.

## Trama
Innamorato di Janet Mackintosh, il cacciatore Na-Ta-Wan-Gan si autoaccusa di un furto di pelli di cui è stato accusato Robert, il fratello di Janet, per salvare il giovane che è stato condannato a vagare in una zona deserta. Il vero colpevole è, invece, il fidanzato di Janet, Henri Drouet, aiutato dal suo complice, Red Pete.
Na-Ta-Wan-Gan, tenuto in cella, viene liberato da Janet e Robert. Il cacciatore fugge con la ragazza, trovando rifugio nella capanna di un missionario che li sposa. I due ora vivono nei boschi, aiutati da Wehnonah, la figlia di un capo indiano. Nel frattempo, Red Pete, sul suo letto di morte, confessa i crimini che ha compiuto insieme a Henri, accusandolo anche del furto di pelli. Dopo una serie di avventure, la posizione di Na-Ta-Wan-Gan viene chiarita e il nome del cacciatore riabilitato.

## Produzione
Il film - con il titolo di lavorazione Na-Ta-Wan-Gan - fu prodotto dall'Universal Film Manufacturing Company sotto il nome di Broadway Universal Feature.

## Distribuzione
Il copyright del film, richiesto dalla Universal Film Mfg. Co., Inc., fu registrato il 22 novembre 1915 con il numero LP7014. Distribuito dall'Universal Film Manufacturing Company, il film uscì nelle sale cinematografiche degli Stati Uniti il 6 dicembre 1915. In Danimarca, fu distribuito il 10 aprile 1917 con il titolo Det hvide Ar.